# Dalmau I de Banyuls
Dalmau de Banyuls (potser vers el 1272 - 1345) fou un simple cavaller i senyor de Banyuls dels Aspres que després d'una variada experiència militar a Itàlia va esdevenir un personatge molt influent. Tenia almenys dos germans: Ramon i Bord, i era fill seu Dalmau II de Banyuls.

## Biografia
A principis del segle xiv Dalmau de Banyuls es va posar al servei del rei de Nàpols Robert d'Anjou, marit de la infanta Sança de Mallorca. Després estigué al servei de la lliga de ciutats güelfes de la Toscana. Entre 1308 i 1309 tingué un rol important en la guerra que tenien el papat i Venècia pel domini de Ferrara, i de fet va acabar esdevenint el capità general del primer a la ciutat entre el 1309 i el 1313. Aquell any ell i els seus germans van posar-se al servei de Venècia per tal de liderar un exèrcit de 2.000 soldats contra la ciutat rebel de Zadar, a la Dalmàcia, però com que no van cobrar el preu que havien pactat es van passar al bàndol de Zadar. Finalment les dues ciutats pactaren una pau negociada per Dalmau de Banyuls en persona, tot i que aquest va haver de marxar a cuita-corrents, ja que els dos bàndols van acabar desconfiant d'ell.
Aleshores va tornar als Comtats de Rosselló i Cerdanya, a on el rei Sanç de Mallorca li va fer molta confiança i el va nomenar conseller seu, i després lloctinent reial de Mallorca entre 1320 i 1322. Quan va morir el 1324, l'hereu Jaume encara era menor d'edat, i per aquest motiu l'infant Felip es feu càrrec de la regència. Però una sèrie de nobles (entre els quals Dalmau de Banyuls) es van oposar al regent, prengueren Perpinyà i s'apoderaren de Jaume. Fins al 1325 Dalmau va utilitzar el càrrec de canceller del regne de Mallorca, però quan el regent Felip recuperà el control hagué de fugir a Catalunya, i després encara es va haver d'exiliar a Avinyó cercant la protecció del Papa. Gràcies al cardenal Pellegrue (legat a Itàlia quan era el capità general de Ferrara) que era bon amic seu, Dalmau va acabar sent perdonat. Anys després quan Jaume III ja era rei, va posar-lo al càrrec de lloctinent reial al Rosselló entre 1338 i 1340.